# القصر الأحمر (الجزائر)
القصر الأحمر هو قصر في بلدية الكاليتوس بالعاصمة الجزائرية وهو قصر أحمر كبير بني من طرف معمرة فرنسية عاشت في المنطقة. وكان من بين أكبر المعالم الموجودة في الحي وتم هدمه في ثمانينيات القرن الماضي. عاش حي القصر الأحمر العشرية السوداء وكان بين أكثر المناطق تضررا في الكاليتوس حيث تم ذبح وقتل المئات من أبناء الحي.
أشهر العائلات طلحة، سيحالي، الراجع، زيوش، عيسو، خوجة.